# Cerville
Pour l’article ayant un titre homophone, voir Serville.
Cerville est une commune française située dans le département de Meurthe-et-Moselle en région Grand Est. Ses habitants sont appelés « Cervillois(es) ». Cerville s'appelait autrefois Cercueil.

## Géographie
Cerville est située à l'est de l'agglomération nancéienne, à 240 mètres d'altitude.
Les ruisseaux de Mauchamp, de l'Etang Vittel, du Petit Etang, sont les principaux cours d'eau qui traversent la commune de Cerville.
| Laneuvelotte | Laneuvelotte Velaine-sous-Amance | Velaine-sous-Amance |
| Pulnoy       | Cerville                         | Buissoncourt        |
| Lenoncourt   | Lenoncourt Buissoncourt          | Buissoncourt        |

### Hydrographie
La commune est dans le bassin versant du Rhin au sein du bassin Rhin-Meuse. Elle est drainée par le ruisseau de l'Étang Vittel, le ruisseau de Mauchamp et le ruisseau du Petit Étang,.

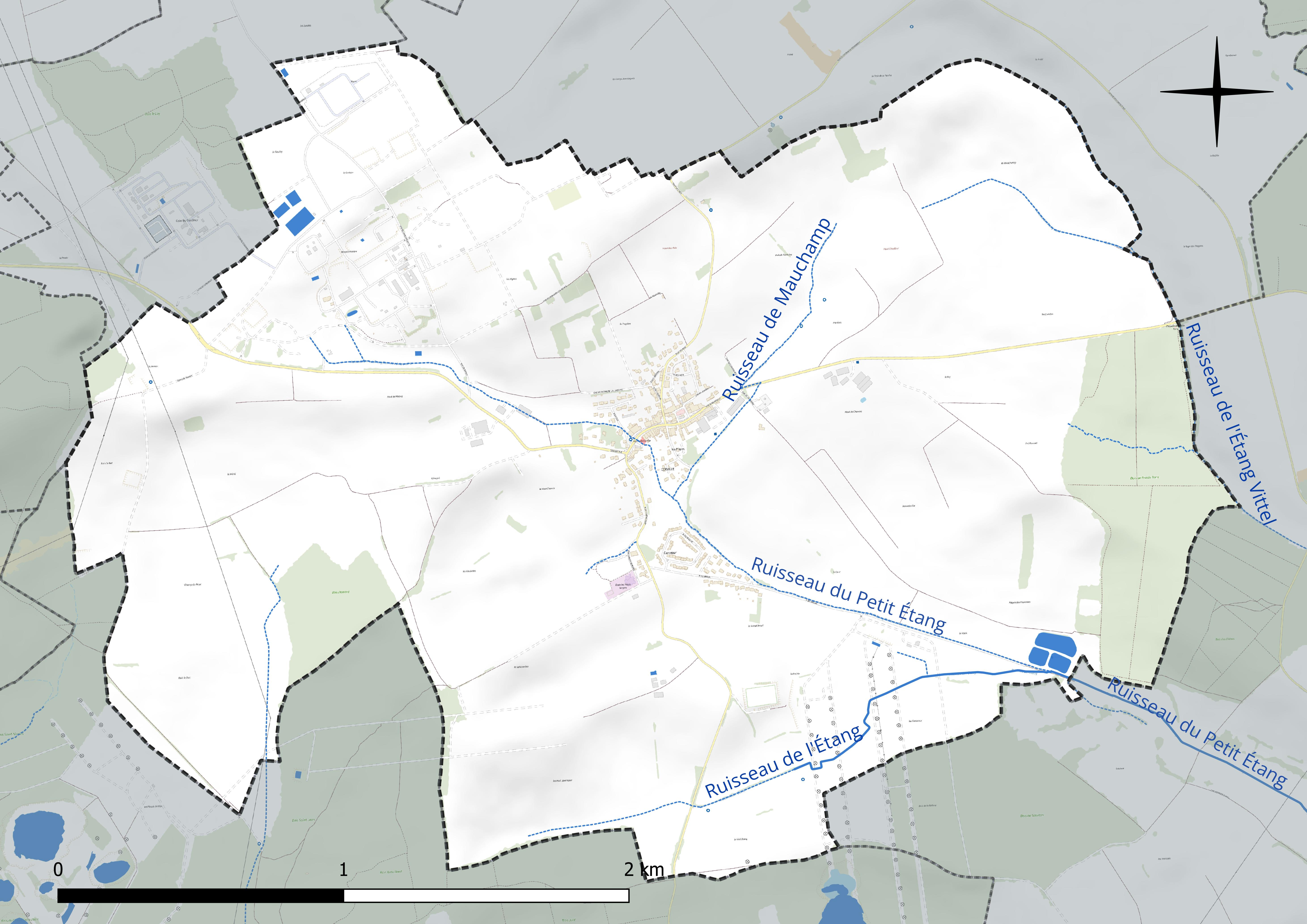
Réseau hydrographique de Cerville.

### Climat
Pour des articles plus généraux, voir Climat du Grand Est et Climat de Meurthe-et-Moselle.
En 2010, le climat de la commune est de type climat océanique dégradé des plaines du Centre et du Nord, selon une étude du Centre national de la recherche scientifique s'appuyant sur une série de données couvrant la période 1971-2000. En 2020, Météo-France publie une typologie des climats de la France métropolitaine dans laquelle la commune est exposée à un climat semi-continental et est dans la région climatique  Lorraine, plateau de Langres, Morvan, caractérisée par un hiver rude (1,5 °C), des vents modérés et des brouillards fréquents en automne et hiver. 
Pour la période 1971-2000, la température annuelle moyenne est de 9,7 °C, avec une amplitude thermique annuelle de 16,9 °C. Le cumul annuel moyen de précipitations est de 784 mm, avec 12,1 jours de précipitations en janvier et 9,4 jours en juillet. Pour la période 1991-2020, la température moyenne annuelle observée sur la station météorologique de Météo-France la plus proche, « Nancy-Essey », sur la commune de Tomblaine à 7 km à vol d'oiseau, est de 11,0 °C et le cumul annuel moyen de précipitations est de 746,3 mm. 
La température maximale relevée sur cette station est de 40,1 °C, atteinte le 24 juillet 2019 ; la température minimale est de −24,8 °C, atteinte le 21 février 1956,,. 
Les paramètres climatiques de la commune ont été estimés pour le milieu du siècle (2041-2070) selon différents scénarios d'émission de gaz à effet de serre à partir des nouvelles projections climatiques de référence DRIAS-2020. Ils sont consultables sur un site dédié publié par Météo-France en novembre 2022.

## Urbanisme

### Typologie
Au 1er janvier 2024, Cerville est catégorisée commune rurale à habitat dispersé, selon la nouvelle grille communale de densité à sept niveaux définie par l'Insee en 2022.
Elle est située hors unité urbaine. Par ailleurs la commune fait partie de l'aire d'attraction de Nancy, dont elle est une commune de la couronne,. Cette aire, qui regroupe 353 communes, est catégorisée dans les aires de 200 000 à moins de 700 000 habitants,.

### Occupation des sols
L'occupation des sols de la commune, telle qu'elle ressort de la base de données européenne d’occupation biophysique des sols Corine Land Cover (CLC), est marquée par l'importance des territoires agricoles (80,7 % en 2018), une proportion identique à celle de 1990 (80,7 %). La répartition détaillée en 2018 est la suivante : prairies (40,8 %), terres arables (39,9 %), forêts (8,4 %), zones industrielles ou commerciales et réseaux de communication (7,1 %), zones urbanisées (3,8 %). L'évolution de l’occupation des sols de la commune et de ses infrastructures peut être observée sur les différentes représentations cartographiques du territoire : la carte de Cassini (XVIIIe siècle), la carte d'état-major (1820-1866) et les cartes ou photos aériennes de l'IGN pour la période actuelle (1950 à aujourd'hui).

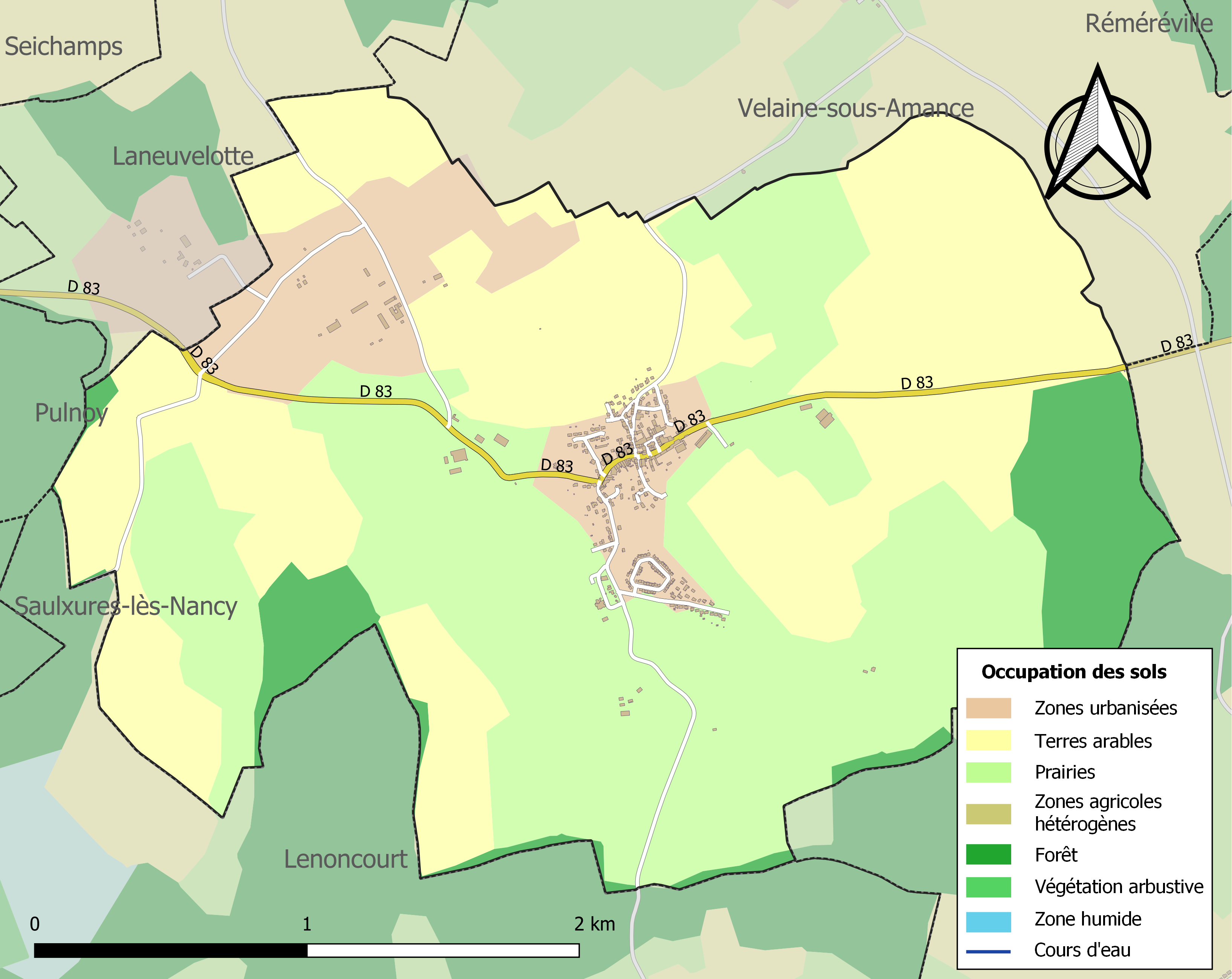
Carte des infrastructures et de l'occupation des sols de la commune en 2018 (CLC).

## Toponymie
Le nom de la localité est attesté sous la forme latinisée Sarcofagus au Xe siècle, ; puis sous les formes « La maison du Temple de Cercues » (1296) ; Cercuel (1420) ; Sercuel (1424) ; Sercuer (1492) ; Sercueur (1506) ; Sercueil (1550) ; Sercueulf (1557) ; Sercoeur (1594) ; Sercueul (1600).

Le village s'appelait auparavant Sarqueu, forme médiévale du mot cercueil et qui a servi à nommer des lieux comme Serqueux, Cerqueux, etc. La forme Cercueil apparaît à la Renaissance.
Pendant 25 ans, du courant mars 1765 jusqu'à fin 1790, Cercueil fut rebaptisé par les seigneurs du lieu, qui lui donnèrent le nom d’Ourches avant que la population exige le retour à la dénomination primitive qui lui fut rendue par la Révolution française.

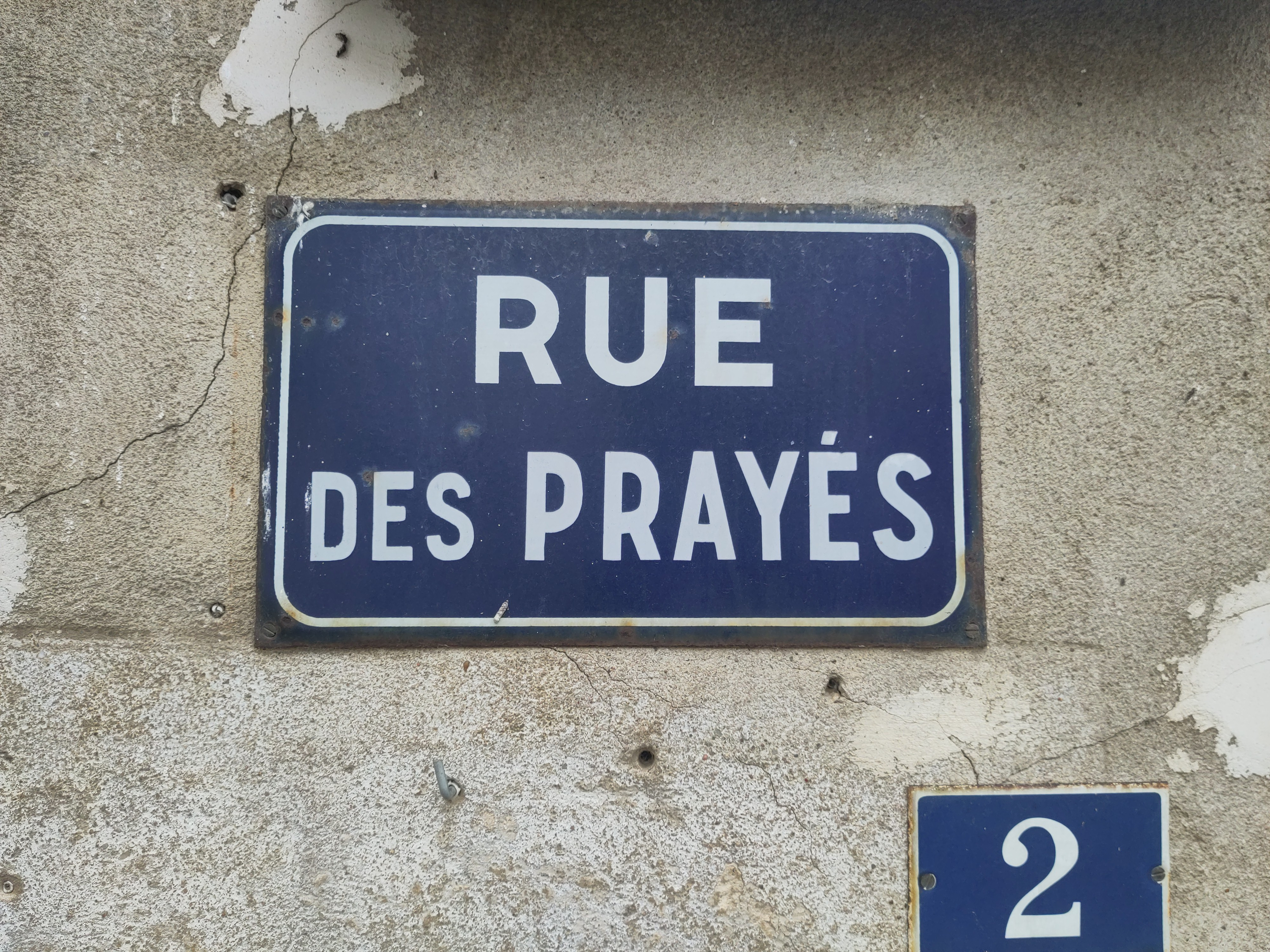
Odonyme lorrain

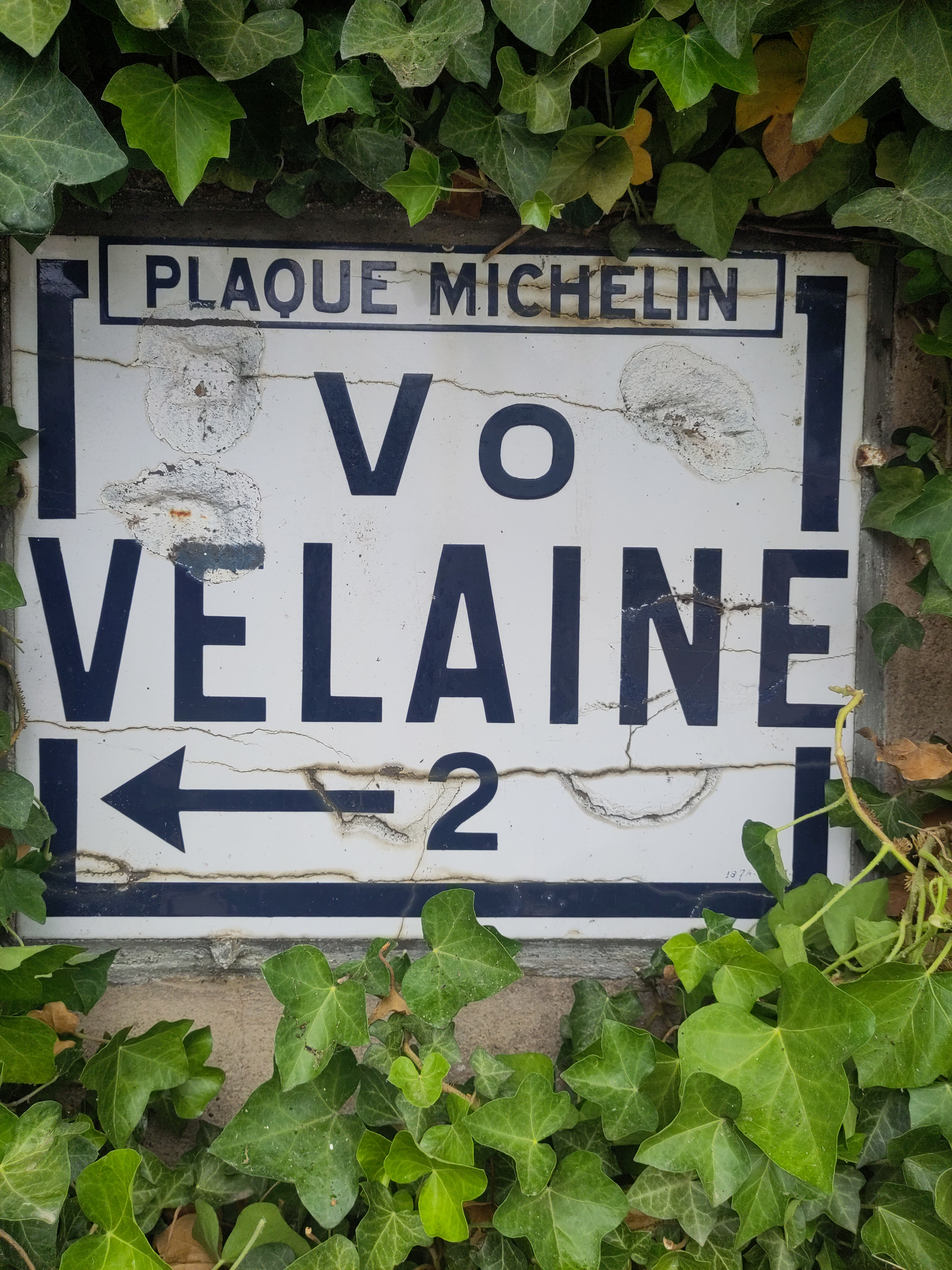
Ancienne plaque indicatrice

Cependant Cercueil, jugé trop funèbre, a changé à nouveau de nom par décret du 1er août 1972 pour s'appeler Cerville.

## Politique et administration
| Période                                  | Période                   | Identité                                         | Étiquette | Qualité                           |
| ---------------------------------------- | ------------------------- | ------------------------------------------------ | --------- | --------------------------------- |
| Les données manquantes sont à compléter. |                           |                                                  |           |                                   |
| 1972                                     | mars 2001                 | André Paquotte                                   |           |                                   |
| mars 2001                                | En cours (au 26 mai 2020) | Gisèle Fromaget, Réélue pour le mandat 2020-2026 |           | Ancienne profession intermédiaire |

## Population et société

### Démographie
L'évolution du nombre d'habitants est connue à travers les recensements de la population effectués dans la commune depuis 1793. Pour les communes de moins de 10 000 habitants, une enquête de recensement portant sur toute la population est réalisée tous les cinq ans, les populations de référence des années intermédiaires étant quant à elles estimées par interpolation ou extrapolation. Pour la commune, le premier recensement exhaustif entrant dans le cadre du nouveau dispositif a été réalisé en 2007.

En 2022, la commune comptait 541 habitants, en évolution de −5,25 % par rapport à 2016 (Meurthe-et-Moselle : −0,13 %, France hors Mayotte : +2,11 %).
| 1793 | 1800 | 1806 | 1821 | 1831 | 1836 | 1841 | 1846 | 1851 |
| ---- | ---- | ---- | ---- | ---- | ---- | ---- | ---- | ---- |
| 205  | 239  | 263  | 279  | 264  | 308  | 303  | 310  | 305  |

| 1856 | 1861 | 1872 | 1876 | 1881 | 1886 | 1891 | 1896 | 1901 |
| ---- | ---- | ---- | ---- | ---- | ---- | ---- | ---- | ---- |
| 260  | 309  | 296  | 296  | 271  | 269  | 250  | 229  | 206  |

| 1906 | 1911 | 1921 | 1926 | 1931 | 1936 | 1946 | 1954 | 1962 |
| ---- | ---- | ---- | ---- | ---- | ---- | ---- | ---- | ---- |
| 212  | 213  | 174  | 163  | 154  | 155  | 168  | 160  | 147  |

| 1968 | 1975 | 1982 | 1990 | 1999 | 2006 | 2007 | 2012 | 2017 |
| ---- | ---- | ---- | ---- | ---- | ---- | ---- | ---- | ---- |
| 158  | 192  | 449  | 493  | 547  | 580  | 585  | 591  | 566  |

| 2022 | - | - | - | - | - | - | - | - |
| ---- | - | - | - | - | - | - | - | - |
| 541  | - | - | - | - | - | - | - | - |

## Économie
- Site de stockage Gaz de France.

## Culture locale et patrimoine

### Lieux et monuments
- Nombreuses sépultures mérovingiennes dont une grande partie du mobilier est au musée de Nancy.
- Château construit vers 1600 par Nicolas d'Ourches, défiguré : subsistent un cartouche armorié sur le portail et deux canonnières.
- Reste de tranchées et d'armement (obus, cartouches de Lebel...) de la bataille du Grand Couronné de septembre 1914 dans le bois Cerville.
- Église Saint-Laurent, reconstruite après la guerre de 1914-1918 : le toit avait été enlevé pour que l'armée allemande ne puisse découvrir le village.
- Chapelle rurale sur la route de Réméréville, dite Notre-Dame-de-Froideterre.

### Personnalités liées à la commune
Pierre comte d'Ourches, seigneur de Cercueil et La Neuvelotte, ancien capitaine de cavalerie au régiment de Saint Sal. En 1763, il obtient du roi de France des lettres d'érection de sa terre de Cercueil en comté sous le nom d'Ourches.

### Héraldique
| Blason de Cerville | Blason  | Blasonnement : parti au premier d'argent au lion de sable couronné de même, armé et lampassé de gueules; et au deuxième d'argent au tigre lionné d'azur tenant entre ses pattes une masse d'arme d'or. |
| Blason de Cerville | Détails | Le statut officiel du blason reste à déterminer. |